# Storvätteshågna
Storvätteshågna (sámsky Gealta) je vrchol masivu Långfjället v jižní části Skandinávského pohoří, poblíž Grövelsjönu ve farnosti Idre. Nachází se na území obce Älvdalen ve švédském kraji Dalarna. S výškou vrcholu 1204 m n. m. je nejvyšší horou Svelandu, a dále i kraje Dalarna a historické provincie (landskap) Dalarna.
Na vrchol vystupují pěší turisté a zkušení běžkaři ze střediska zimních sportů Lövåsen. Za dobrých podmínek je z vrcholu výhled na norskou pohraniční oblast s 1 460 m vysokou horou Elgåhogna v národním parku Femundsmarka a přes jezero Rogen až do provincie Härjedalen.
Na vrcholové plošině hory se nachází jezero Santesonstjärnen.